# Johann Drobek
Johann Drobek (ur. 26 maja 1887 r. w Chorzowie, zm. 21 grudnia 1951 r. w Monachium) – niemiecki artysta malarz, rysownik i konserwator malarstwa związany z Dolnym Śląskiem. 

## Życiorys
Urodził się 26 maja 1887 r. w Königshütte (Chorzowie). Jako uzdolniony czeladnik malarski uzyskał stypendium, dzięki któremu w latach 1907–1913 studiował malarstwo na ASP we Wrocławiu u Hansa Roßmanna. Podczas studiów wraz z innymi studentami wykonał polichromię Piwnicy Świdnickiej we Wrocławiu i we wnętrzu Górnośląskiej Wieży Ciśnień na Targach w Poznaniu. Od 1923 r. należał do Schlesischer Künstlerbund. 
Od 1920 do 1935 r. wykonał liczne polichromie w kościołach w Krapkowicach, Gogolinie, Koźlu i Kamienicy, a w Radziądzu zaprojektował polichromię kościoła zrealizowaną przez Johanna Oehmena. Ponadto w Opolu wykonał w sali posiedzeń kolegium szkolnego pejzaż z Górą św. Anny, a w Raciborzu malowidło w kaplicy mariackiej kościoła NMP. W 1922 r. na Uniwersytecie Wrocławskim wykonał malowidło w sklepieniu drugiej kondygnacji głównej klatki schodowej, które miało zastąpić zniszczone barokowe malowidła Felixa Anthona Schefflera. Opracował również razem z Markusem von Gosenem projekt części kwater nowego witraża dla prezbiterium kościoła św. Bernardyna we Wrocławiu (1935–1937), a na zlecenie konserwatora zabytków prowincji dolnośląskiej Günthera Grundmanna przygotował projekty kolorystyczne fasad domów na rynkach w Jeleniej Górze (1938) i Kłodzku (1939). W 1944 r. pracował nad obrazem ołtarzowym dla kościoła w Szklarskiej Porębie, ale zdążył wykonać jedynie szkice kompozycji wzorowanej na Madonnie pod jodłami Lucasa Cranacha na tle Karkonoszy. Oprócz malarstwa ściennego uprawiał także malarstwo sztalugowe i karykaturę prasową. Jego uczniem był malarz Ernst Lange.
Po zakończeniu wojny pozostał we Wrocławiu niemal dwa lata, restaurując do 1946 r. freski w kościele uniwersyteckim. W latach 1948–1949 kierował konserwacją fresków Giambattisty Tiepola z klatki schodowej i sali cesarskiej pałacu arcybiskupiego w Würzburgu oraz fresków Jacopa Amigoniego w pałacu Schleißheim w Monachium. 
Od początku lat 1930. prowadził także działalność konserwatorską na Dolnym Śląsku, m.in.:
- w Pępicach, Wojciechowie, Roztoce i Gościszowie odsłonił i zakonserwował średniowieczne freski w kościołach (1933, 1935, 1938–1939, 1939),
- w Nasławicach odsłonił i konserwował średniowieczną polichromię (1936–1938),
- w Siedlcach i Sosnówce poddał restauracji barokowe polichromie i elementy wyposażenia kościoła (1935–1936, 1942–1943),
- w Oleśnicy odsłonił i konserwował nowożytną polichromię (1939),
- w Pasikurowicach restaurował ambonę i nastawę ołtarzową,
- w Głogowie prowadził renowację fresków w gimnazjum jezuickim, a w zamku Książ freski Christiana Wilhelma Tischbeina z widokami rezydencji śląskich (1940)
- w Kłodzku, Legnickim Polu, Zwróconej, Lubomierzu i Oleśnicy konserwował barokowe freski w kościołach (1935, 1936, 1938),
- w Głogowie, Żmigrodzie, Trzebnicy i Starych Bogaczowicach prowadził renowację polichromii w kościołach,
- w Siedlęcinie prowadził konserwację polichromii komnaty wieży mieszkalnej (1937–1938),
- w Jeleninie opracował projekt zwieńczenia gotyckiego ołtarza i kolorystyki prezbiterium (1940),
- w Lubiążu, Krzeszowie i Luboradzu (1933–1934, 1938–1944, 1942) poddał konserwacji barokowe freski Michaela Willmanna.

Do jego najważniejszych realizacji we Wrocławiu należą:
- konserwacja średniowiecznych i nowożytnych malowideł odkrytych w nawach bocznych i kaplicach w katedrze św. Jana Chrzciciela (1934),
- konserwacja fresków Carla Carlonego z l. 1724–1725 w kaplicy elektorskiej w katedrze św. Jana Chrzciciela (1936),
- konserwacja średniowiecznych fresków sklepienia kaplicy mariackiej w katedrze św. Jana Chrzciciela (1937),
- restauracja gotyckiej polichromii piaskowcowych rzeźb Chrystusa Bolesnego i Matki Boskiej z Dzieciątkiem w katedrze św. Jana Chrzciciela (1937),
- konserwacja barokowego nagrobka Heinricha Gottfrieda Spaetgena w katedrze św. Jana Chrzciciela we współpracy z rzeźbiarzem Johannesem Kiunką (1934) ,
- konserwacja średniowiecznych fresków kaplicy chrzcielnej kościoła św. Wojciecha (1937),
- odsłonięcie i konserwacja  średniowiecznego malowidła w klasztorze augustianów Na Piasku (1935),
- konserwacja polichromii F.A. Schefflera na sklepieniu głównej klatki schodowej w gmachu głównym Uniwersytetu Wrocławskiego,
- konserwacja  fresków Johanna Christopha Handkego w Oratorium Marianum (1932–1934)
- konserwacja malowidła F.A. Schefflera Chrystus uzdrawiający chorych w dawnej aptece w gmachu głównym Uniwersytetu Wrocławskiego (1936),
- konserwacja biedermeierowskiej polichromie ścian jadalni pałacu w Leśnicy (1934–1935),

Zmarł 21 grudnia 1951 r. w Monachium i został pochowany na cmentarzu przy klasztorze benedyktynek na Frauenchiemsee.